# Odznaczenie Malty Krzyżem Jerzego

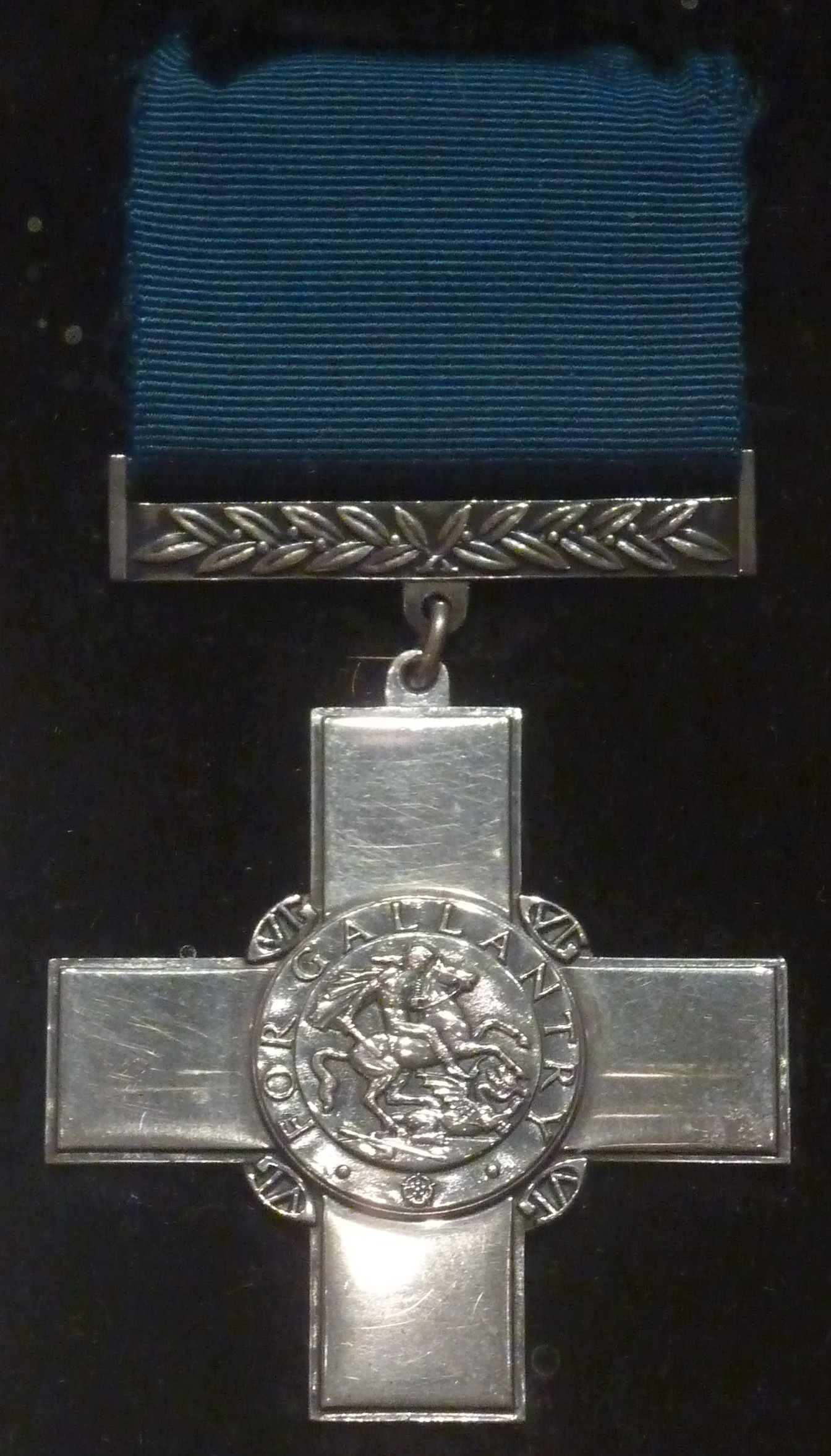
Krzyż Jerzego (Narodowe Muzeum Wojny, Malta)

Krzyż Jerzego (ang. George Cross) został nadany wyspie Malcie przez króla Jerzego VI w liście do gubernatora wyspy, generała porucznika sir Williama Dobbie, „aby dać świadectwo bohaterstwa i oddania jej ludu” podczas oblężenia, które przeszli na początku II wojny światowej. Włochy i Niemcy oblegały Maltę, wówczas brytyjską kolonię, od roku 1940 do 1942. Krzyż Jerzego został włączony do flagi Malty począwszy od roku 1943 i pozostaje na obecnej wersji flagi.

## Tło historyczne

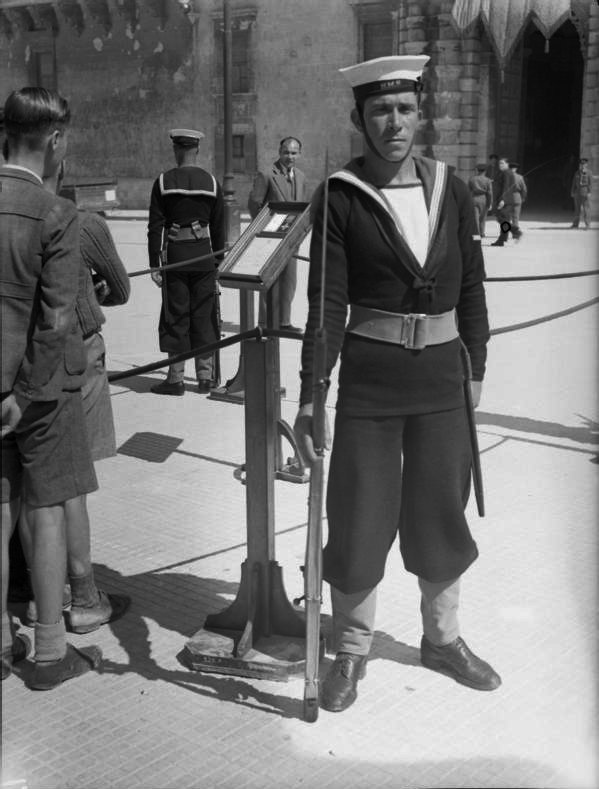
Maltańscy marynarze Royal Navy na straży Krzyża Jerzego, uroczyście wystawianego na ówczesnym Palace Square w Valletcie, w pierwszą rocznicę przyznania nagrody

W latach 1940–1942 włoskie i niemieckie bombowce atakowały wyspy maltańskie, bronione przez Royal Air Force i Royal Navy. Zdobycie wysp było kluczowym zadaniem sił Osi, bez czego traciły one kontrolę nad sytuacją w Afryce. Niemieckie samoloty bombardowały wyspę przez całą dobę, próbując zneutralizować brytyjskie bazy na Malcie, ponieważ stale udaremniały one ich morskie próby zaopatrzenia kampanii północnoafrykańskiej Rommela. Położenie geograficzne Malty między Włochami a Afryką Północną, a także podzielenie przez nią basenu Morza Śródziemnego na wschód i zachód czyniło z Malty bardzo ważny strategicznie punkt. Brytyjskie samoloty bazujące na Malcie mogły dotrzeć do Trypolisu w Libii na południu, Tunezji na zachodzie i niemieckich baz we Włoszech na północy; na Pantellerię, Sycylię, a nawet sięgnąć do portu w Neapolu.
Mieszkańcy wysp na równi z brytyjskimi żołnierzami dzielnie stawiali czoła przeciwnikowi, lecz szybko odczuli brak dostaw. W tym czasie zasoby wojskowe i racje żywnościowe na Malcie były praktycznie wyczerpane. Paliwo wykorzystywano jedynie do działań wojskowych i było ono mocno racjonowane, ludność była na skraju głodu, a nawet amunicja była na wyczerpaniu do tego stopnia, że działa przeciwlotnicze mogły wystrzelić tylko kilka pocisków dziennie.
Planowana przez Włochów inwazją w lipcu 1941 roku nie powiodła się, gdy obrońcy wybrzeża wykryli jednostki torpedowe włoskich sił specjalnych Decima MAS. W marcu 1942 roku niemiecki feldmarszałek Albert Kesselring zarządził ostateczny szturm w celu zneutralizowania wyspy. Ten atak znów się nie powiódł. 15 kwietnia 1942 roku król Jerzy VI przyznał mieszkańcom Malty George Cross w uznaniu ich bohaterstwa.
Włoskie pancerniki z Regia Marina górowały siłą ognia nad Brytyjczykami, ale Royal Navy nie została zdeklasowana. Niemieckie siły powietrzne miały lepsze samoloty, dopóki Spitfire nie zostały ostatecznie wysłane na Maltę. Również w tym czasie niemieccy i włoscy stratedzy planowali Operację Herkules – morską i powietrzną inwazję na wyspy maltańskie, nieustannie odkładaną, aż w końcu te ostatnie otrzymały niezbędne paliwo, żywność i amunicję. 15 sierpnia 1942 roku (w święto Wniebowzięcia Matki Bożej) statki Royal Navy i Królewskiej Marynarki Handlowej w konwoju Santa Marija w końcu zawinęły do Grand Harbour w Valletcie.

## Krzyż Jerzego
Krzyż Jerzego został ustanowiony przez króla Jerzego VI 24 września 1940 roku zastępując Empire Gallantry Medal. Jest to cywilny odpowiednik Krzyża Wiktorii. Chociaż jest przeznaczony głównie dla ludności cywilnej, jest przyznawany także pewnym służbom bojowym, jednak ograniczonym do działań, za które normalnie nie przyznaje się odznaczeń czysto wojskowych Medal ten przyznawany jest wyłącznie za akty największego bohaterstwa lub najbardziej rzucającą się w oczy odwagę w warunkach skrajnego zagrożenia.

## Odznaczenie Malty

Maltański znaczek pocztowy przedstawiający odręczny list króla.

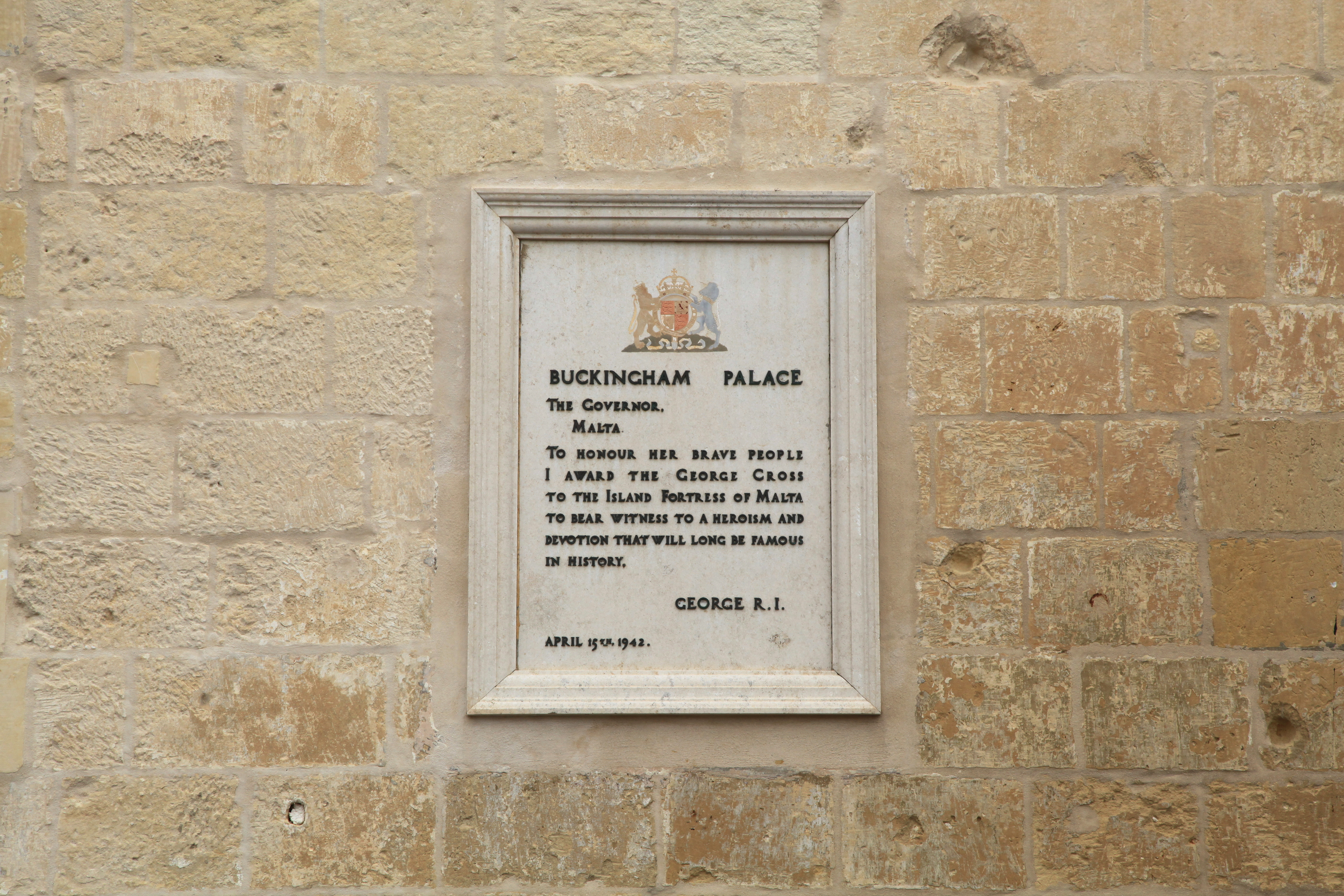
Pamiątkowa tablica na murze pałacu Wielkiego Mistrza w Valletcie z tekstem listu króla Jerzego VI.

Jednym z zaledwie trzech zbiorowych nadań George Cross było odznaczenie nim Malty. Krzyż ten przyznał król Jerzy VI odręcznie napisanym listem:

The Governor

Malta

To honour her brave people

I award the George Cross to the

Island Fortress of Malta to bear

witness to a heroism and devotion

that will long be famous in history.

George R.I.

April 15th 1942

(W tłumaczeniu: Gubernator / Malta / Aby uhonorować jej dzielnych ludzi, przyznaję Krzyż Jerzego dla wyspy–fortecy Malty, aby dać świadectwo heroizmu i oddania, które długo będą sławne w historii. / Jerzy / 15 kwietnia 1942)
Gubernator sir William Dobbie odpowiedział:

By God's help Malta will not weaken but will endure until victory is won.

(W tłumaczeniu: Z Bożą pomocą Malta nie osłabnie, ale przetrwa aż do zwycięstwa.)
Oficjalna ceremonia przekazania w owym czasie została uznana za zbyt niebezpieczną z powodu wciąż trwających nalotów. Jednak z chwilą spadku ich częstości i po przybyciu Santa Marija Convoy ustalono datę uroczystości na 13 września 1942 roku. W dniu tym, na zrujnowanym Palace Square w Valletcie nowy gubernator lord Gort przekazał George Cross mieszkańcom Malty w osobie naczelnego sędziego Malty sir George’a Borga.
George Cross został następnie wysłany do każdej możliwej części wyspy, aby Maltańczycy mogli zobaczyć nagrodę.

## Dzisiaj
Flaga Malty zawiera George Cross w lewym górnym rogu (na białym tle).
Po corocznym, aż do 1971 roku eksponowaniu na Palace Square w Valletcie oryginalny Krzyż Jerzego oraz królewski list wystawiane są dziś w Narodowym Muzeum Wojny (National War Museum) w forcie Saint Elmo w Valletcie.